# Ans Niesink
Ans Niesink (eigentlich Anna Elisabeth Niesink, verheiratete Panhorst; * 28. Oktober 1918 in Amsterdam; † 25. Juli 2010 ebd.) war eine niederländische Diskuswerferin und Kugelstoßerin.
Bei den Olympischen Spielen 1936 in Berlin wurde sie Siebte im Diskuswurf. 1938 kam sie bei den Europameisterschaften in Wien auf den siebten Platz im Diskuswurf und auf den elften im Kugelstoßen.
1946 gewann sie bei den Europameisterschaften in Oslo Silber im Diskuswurf und wurde Sechste im Kugelstoßen. Bei den Olympischen Spielen 1948 in London wurde sie Sechste im Diskuswurf und schied im Kugelstoßen in der Qualifikation aus.

## Persönliche Bestleistungen
- Kugelstoßen: 12,40 m, 29. Mai 1944, Enschede
- Diskuswurf: 43,63 m, 26. Mai 1958, Hoorn